# Čakam
Čakam je osmi studijski album slovenskega glasbenega izvajalca Andreja Šifrerja, izdan 15. septembra 1998 pri ZKP RTV Slovenija. Prav tako kot Življenje je drag šport je bil tudi Čakam posnet v Kaliforniji s producentom Steveom Woodom in kitaristom Mikeom Hamiltonom, poleg njiju pa je sodelovala še Šifrerjeva spremljevalna skupina Šlafrock.
Album je bil z 20.000 prodanimi izvodi leta 1998 najbolje prodan album v Sloveniji.
Na albumu je ena Šifrerjevih najbolj znanih pesmi, "Za prijatelje", ki je pozornost prvič dosegla, ko jo je odpel na prireditvi Slovenske popevke leta 1997. Z njo je prišel v finale, ki je potekal na Ljubljanskem gradu 20. junija 1998.

## Ozadje
Že novembra 1997 je Šifrer nastopil z novo spremljevalno skupino, imenovano Šlafrock. Sestavljali so jo Vesna Čobal (violina) Tamara Tasev (viola), Goga Keller (čelo) in Matjaž Glavač (harmonika). Po snemanju v ZDA se je vrnil v Slovenijo in v Studiu Bar v Kranju s Primožem Grašičem posnel še godala, zborske vokale in harmoniko, nato pa posnetke poslal producentu Steveu Woodu.

## Seznam pesmi
Vse pesmi je napisal Andrej Šifrer.
| Št. | Naslov | Dolžina |
| --- | --- | ------- |
| 1.  | „Poroke ne bo« - a) »Snočkaj sem jaz pošto dobil« - b) »Poroke ne bo« - c) »Poročni ples I.« - č) »Poroka naj bo« - d) »Poročni ples II.‟ | 7:29    |
| 2.  | „Čakam‟ | 4:19    |
| 3.  | „Zbogom raj (Solze svetega Lovrenca)‟ | 4:53    |
| 4.  | „Luknja v duši‟ | 3:55    |
| 5.  | „Za prijatelje‟ (z revijskim orkestrom)                                                                                                   | 3:28    |
| 6.  | „Nocoj te bom ljubil‟ | 3:18    |
| 7.  | „Ptica z nebes (Kora)‟ | 4:49    |
| 8.  | „Srebro v lase, zlato v zobe‟ | 4:18    |
| 9.  | „Čudež pod Golico‟ | 5:15    |
| 10. | „Za prijatelje‟ (rock izvedba) | 3:45    |

## Zasedba
- Andrej Šifrer — vokal
- Steve Wood — klaviature, produkcija
- Mike Hamilton — kitara
- Primož Grašič — snemanje

Šlafrock
- Vesna Čobal — violina
- Tamara Tasev — viola
- Goga Keller — čelo
- Matjaž Glavač — harmonika